# Costa Smeralda
Costa Smeralda ([ˈkɔsta zmeˈralda], lit. 'Smaragdna obala'; galursko Monti di Mola; sardinsko Montes de Mola) je obalno območje in turistična destinacija na severu Sardinije v Italiji, ki meri približno 20 km, čeprav je izraz prvotno označeval le majhen odsek v občini Arzachena.
Območje z belimi peščenimi plažami, golf klubi, zasebnimi letali in helikopterji ter ekskluzivnimi hoteli privablja zvezdnike, poslovne in politične voditelje ter druge premožne obiskovalce. Costa Smeralda je ena najdražjih lokacij v Evropi. Cene hiš segajo do 300.000 evrov na kvadratni meter.
Glavna mesta in vasi na tem območju, zgrajena po podrobnem urbanističnem načrtu, so Porto Cervo, Liscia di Vacca, Capriccioli in Romazzino. Arheološko najdišče je nekropola Li Muri.
Vsako leto septembra ob obali poteka jadralna regata Sardinia Cup. Polo tekme potekajo med aprilom in oktobrom v Gershanu blizu Arzachene.
Razvoj območja se je začel leta 1961, financiral pa ga je konzorcij podjetij, ki ga je vodil princ Karim Aga Khan. Spiaggia del Principe, ena od plaž ob obali Costa Smeralda, je dobila ime po tem izmaeltskem princu. Pri projektu so sodelovali arhitekti Michele Busiri Vici, Jacques Couëlle, Savin Couëlle in Vietti.

## V popularni kulturi
Dele filma o Jamesu Bondu The Spy Who Loved Me so snemali tukaj leta 1976/1977 z Rogerjem Moorom.
Tukaj vsako leto septembra poteka jadralna regata Rolex Swan Cup, ki jo organizira Yacht Club Costa Smeralda.